# Luhove, Icinea
Luhove (în ucraineană Лугове) este un sat în așezarea urbană Parafiivka din raionul Icinea, regiunea Cernihiv, Ucraina.

## Demografie
Componența lingvistică a localității Luhove
     Ucraineană (82,61%)
     Rusă (16,3%)
Conform recensământului din 2001, majoritatea populației localității Luhove era vorbitoare de ucraineană (82,61%), existând în minoritate și vorbitori de rusă (16,3%) și armeană (1,09%).